# Bruges
Bruges ([ˈbɾuʒɨʃ] (português europeu) ou [ˈbɾuʒis] (português brasileiro); em neerlandês: Brugge [ˈbrʏɣə] (escutarⓘ); em francês: Bruges [bʁyːʒ] (escutarⓘ); em alemão: Brügge [ˈbrʏɡə]) é uma cidade belga, capital da província de Flandres Ocidental, na região da Flandres. Tem cerca de 117 mil habitantes (2013). Foi a capital europeia da cultura em 2002, juntamente com a cidade espanhola de Salamanca.
Bruges é chamada de "Veneza do Norte", por causa de seus inúmeros canais que a cercam ou a atravessam, mas também a ligam principalmente com a cidade de Gante.
Diversos passeios de barco são propostos aos turistas, alguns dos quais permitindo chegar às cidades vizinhas. A cidade apresenta ainda as ruínas de uma fortaleza, bem como moinhos às margens dos canais.

## História
São praticamente inexistentes traços de civilização e atividade humana anteriores à era pré-romana gaulesa na região de Bruges. As primeiras fortificações foram construídas após a conquista do Menappi por Júlio César no século I a.C., com intuito de proteção da zona costeira contra piratas. Já no século IV, a região foi tomada aos romanos pelos Francos e as incursões dos viquingues, por volta do século IX, obrigaram a que Balduíno I da Flandres reforçasse as antigas fortificações. Foi também nesta época que se fortaleceram as relações comerciais com a Inglaterra e a Escandinávia e surgiram as primeiras moedas gravadas com o nome Bryggia.
Foi a 27 de julho de 1128 que Bruges foi elevada a cidade e construiu novas muralhas e canais. Desde cerca de 1050, um gradual avanço do lodo em direção da cidade, provocou a obstrução dos acessos diretos com o mar, mas uma violenta tempestade em 1134 restabeleceu-os através da criação de um canal natural (Zwin).
Com o raiar do século XII, Bruges foi incluída no circuito comercial flamengo, sobretudo devido à sua emergente indústria de lã e tecidos. Os principais mercadores da cidade apostaram no desenvolvimento de "colónias económicas" em Inglaterra e na Escócia e os seus contactos trouxeram grão da Normandia e vinhos da Gasconha para a região. Os navios hanseáticos atracavam diariamente no porto que, face a este crescimento e sobrecarga, teve de ser expandido de Damme até Sluys para acomodar os novos cog-ships.
Em 1277, o primeiro barco mercante partiu de Génova e atracou no porto de Bruges, o primeiro da rota mercantil que tornou Bruges a principal conexão com o comércio do mar Mediterrâneo. Para isso concorreu a vitória da marinha genovesa sobre a frota muçulmana que guardava o estreito de Gibraltar, liberando essa poderosa rota de comércio ocidental, possibilitando viagens regulares entre Bruges e Gênova, em grandes navios redondos. As empresas italianas para terem grande sucesso montaram sucursais em Bruges que geravam volumes de negócios na mesma dimensão de suas matrizes no norte da Itália a exemplo da sucursal de Banco Médicis em Bruges que ganhou mais dinheiro que sua sede em Florença.
Este desenvolvimento permitiu não só a abertura para a rota das especiarias de Levante, mas também a introdução de avançadas técnicas comerciais e financeiras e um fluxo de capital que rapidamente tomou conta das transações bancárias da cidade.
Bruges é considerada o berço das bolsas de valores modernas. No século XIII, comerciantes se reuniam na casa da família Van der Beurze, com o objetivo de comprar e vender documentos que certificassem a posse de certas comodities (mercadorias e produtos agrícolas) disponíveis no mercado. Isso deu origem ao termo "bourse" (bolsa, em francês).
Esse sistema de negociação informal evoluiu para os mercados financeiros que conhecemos hoje. A bolsa de valores abriu oficialmente em 1309 e desenvolveu-se no mais sofisticado mercado financeiro dos Países Baixos no século XIV. Na primeira bolsa de valores do mundo não se vendiam ações de empresas; o que se vendiam eram importantes documentos comerciais como letras de câmbio e hipotecas, papéis que eram a base do capitalismo medieval.
No século XV, Filipe O Bom, duque da Borgonha assentou corte em Bruges (bem como em Bruxelas e em Lille) atraindo muitos artistas, banqueiros e outras personalidades proeminentes de toda a Europa.
A primeira impressão de um livro em inglês foi publicada em Bruges por William Caxton. Foi igualmente uma época em que Eduardo IV e Ricardo III de Inglaterra passaram o seu exílio na cidade flamenga.
No início de 1500, o canal Zwin, que fora responsável pela prosperidade da cidade, começou também ele a ficar obstruído por lodo. Bruges foi rapidamente ultrapassada por Antuérpia como o centro económico dos Países Baixos. Durante a década de 1650, a cidade foi a base para a estadia de Carlos II de Inglaterra e a sua corte no seu exílio. A infraestrutura marítima foi modernizada e foram construídas novas ligações ao mar, mas sem um grande sucesso.
Na segunda metade do século XIX, Bruges tornou-se num dos primeiros destinos turísticos, atraindo turistas britânicos e franceses. O porto de Zeebrugge foi construído em 1907 e utilizado pelas tropas alemãs no decorrer da Primeira Guerra Mundial para atracar os seus submarinos. Nas décadas de 1970 e 1980, foi alargado e tornou-se um dos mais importantes e modernos portos da Europa. O turismo internacional cresceu exponencialmente desde então e todos estes esforços resultaram na designação de Bruges com Capital Europeia da cultura em 2002.

## Divisão administrativa

Deelgemeenten do município de Bruges

Desde 1971, o município de Bruges se encontra dividido em oito deelgemeenten.
| #    | Nome                                                                         | Área (km²)       | População (01/01/2006)          |
| ---- | ---------------------------------------------------------------------------- | ---------------- | ------------------------------- |
| I    | Bruges (deelgemeente) - Centrum - Kristus-Koning - Sint-Jozef - Sint-Pieters | 29,91 1,01 13,70 | 37.129 20.276 4.428 4.880 7.545 |
| II   | Koolkerke                                                                    | 4,17             | 3.145                           |
| III  | Sint-Andries                                                                 | 20,65            | 19.366                          |
| IV   | Sint-Michiels                                                                | 9,59             | 12.346                          |
| V    | Assebroek                                                                    | 8,52             | 19.395                          |
| VI   | Sint-Kruis                                                                   | 16,84            | 16.148                          |
| VII  | Dudzele                                                                      | 21,92            | 2.555                           |
| VIII | Lissewege - Lissewege - Zeebrugge - Zwankendamme                             | 26,80 11,44      | 7.129 2.491 3.924 714           |

## Patrimônio mundial

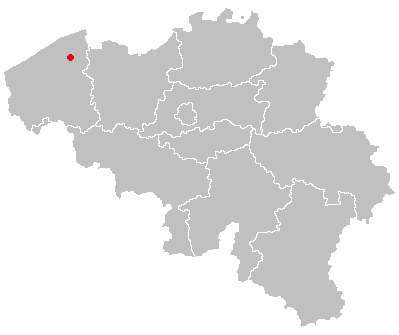
Localização de Bruges na Bélgica

Desde 2000, o Centro Histórico da cidade foi adicionado à lista de Patrimônio Mundial da UNESCO.

## Personalidades de Bruges
- Filipe, o Belo, conde da Flandres
- Hans Memling
- Simon Stevin
- João Luís Vives
- Martim Leme

Apesar de não nascidos na cidade, dois grandes mestres da pintura, Hans Memling e Jan van Eyck viveram e trabalharam lá, por um período.